# Great Southern Highway
De Great Southern Highway is een weg in de regio Wheatbelt in West-Australië.

## Geschiedenis
Hoewel de weg reeds bestond, werd pas in 1949 beslist de samengestelde delen de overkoepelende naam Great Southern Higway te geven, naar analogie met de Great Eastern Highway.

## Routebeschrijving
De Great Southern Highway wordt bewegwijzerd als State Route 120 en is 374 kilometer lang. De weg splitst bij het plaatsje The Lakes af van de Great Eastern Highway, op vijftig kilometer van de hoofdstad Perth. Hij loopt in oostelijke richting tot York waarna hij afbuigt naar het zuiden. De weg loopt parallel aan de spoorweg tussen Perth en Albany. Vanaf Narrogin loopt de weg op een afstand van ongeveer dertig kilometer parallel met de Albany Highway. Vier kilometer voorbij Cranbrook eindigt de Great Southern Highway en sluit aan bij de Albany Highway.

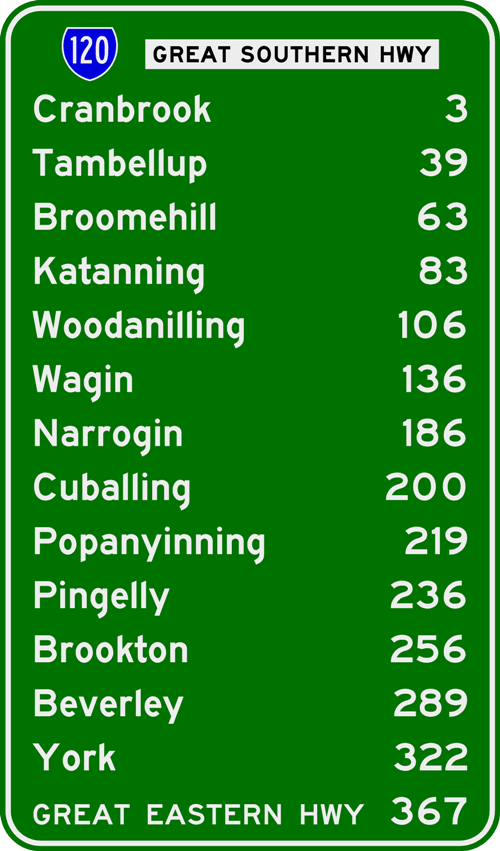

De volgende plaatsen liggen langs de Great Southern Highway:
- The Lakes
- York
- Beverley
- Brookton
- Pingelly
- Popanyinning
- Cuballing
- Narrogin
- Highbury
- Wagin
- Woodanilling
- Katanning
- Broomehill
- Tambellup
- Cranbrook